# Wereldkampioenschap curling mannen 1967
Het wereldkampioenschap curling voor mannen 1967 werd van 20 tot en met 23 maart 1967 gehouden in het Schotse Perth. Het gastland haalde het in de finale van Schotland en won deze van Zweden. Het was de eerste wereldtitel voor Schotland.

## Overzicht
Het was de negende editie van het wereldkampioenschap voor mannen, en de zevende die in Schotland werd georganiseerd. Alle wedstrijden werden afgewerkt op de Perth Ice Rink.
Er namen acht landen deel aan dit wereldkampioenschap, een nieuw record. Naast de zeven landen die een jaar eerder present waren, maakte West-Duitsland zijn debuut. Er werd volgens hetzelfde format gewerkt als de voorbije drie jaar: alle landen namen het in de groepsfase één keer tegen elkaar op, waarna de top vier zich plaatste voor de halve finales. De eindstrijd ging uiteindelijk tussen Schotland en Zweden. Het gastland haalde het in de finale met 8-5, en werd zo voor het eerst wereldkampioen. De Verenigde Staten, dat in de groepsfase ongeslagen was maar in de halve finale verloor van de Zweden, ging met brons naar huis. Canada viel voor het eerst naast het podium.

## Groepsfase
| Land             | Skip                | W | V |
| ---------------- | ------------------- | - | - |
| Verenigde Staten | Bruce Roberts       | 7 | 0 |
| Canada           | Alf Phillips        | 6 | 1 |
| Schotland        | Chuck Hay           | 5 | 2 |
| Zweden           | Bob Woods           | 4 | 3 |
| Noorwegen        | Erling Brusletto    | 2 | 5 |
| Frankrijk        | Jean Albert Sulpice | 2 | 5 |
| West-Duitsland   | David Lampl         | 1 | 6 |
| Zwitserland      | Franz Marti         | 1 | 6 |

| Land   | 1 | 2 | 3 | 4 | 5 | 6 | 7 | 8 | 9 | 10 | 11 | 12 |  | T |
| ------ | - | - | - | - | - | - | - | - | - | -- | -- | -- |  | - |
| Canada | 0 | 0 | 0 | 1 | 2 | 0 | 1 | 2 | 0 | 0  | 0  | 1  |  | 7 |
| Zweden | 0 | 1 | 0 | 0 | 0 | 1 | 0 | 0 | 1 | 1  | 1  | 0  |  | 5 |

| Land             | 1 | 2 | 3 | 4 | 5 | 6 | 7 | 8 | 9 | 10 | 11 | 12 |  | T  |
| ---------------- | - | - | - | - | - | - | - | - | - | -- | -- | -- |  | -- |
| Verenigde Staten | ? | ? | ? | ? | ? | ? | ? | ? | ? | ?  | ?  | ?  |  | 17 |
| Frankrijk        | ? | ? | ? | ? | ? | ? | ? | ? | ? | ?  | ?  | ?  |  | 5  |

| Land           | 1 | 2 | 3 | 4 | 5 | 6 | 7 | 8 | 9 | 10 | 11 | 12 |  | T  |
| -------------- | - | - | - | - | - | - | - | - | - | -- | -- | -- |  | -- |
| Schotland      | ? | ? | ? | ? | ? | ? | ? | ? | ? | ?  | ?  | ?  |  | 34 |
| West-Duitsland | ? | ? | ? | ? | ? | ? | ? | ? | ? | ?  | ?  | ?  |  | 0  |

| Land        | 1 | 2 | 3 | 4 | 5 | 6 | 7 | 8 | 9 | 10 | 11 | 12 |  | T  |
| ----------- | - | - | - | - | - | - | - | - | - | -- | -- | -- |  | -- |
| Zwitserland | ? | ? | ? | ? | ? | ? | ? | ? | ? | ?  | ?  | ?  |  | 9  |
| Noorwegen   | ? | ? | ? | ? | ? | ? | ? | ? | ? | ?  | ?  | ?  |  | 10 |

| Land        | 1 | 2 | 3 | 4 | 5 | 6 | 7 | 8 | 9 | 10 | 11 | 12 |  | T  |
| ----------- | - | - | - | - | - | - | - | - | - | -- | -- | -- |  | -- |
| Canada      | 0 | 0 | 2 | 1 | 0 | 4 | 1 | 2 | 1 | 0  | 2  | 0  |  | 13 |
| Zwitserland | 1 | 0 | 0 | 0 | 0 | 0 | 0 | 0 | 0 | 1  | 0  | 1  |  | 3  |

| Land             | 1 | 2 | 3 | 4 | 5 | 6 | 7 | 8 | 9 | 10 | 11 | 12 |  | T |
| ---------------- | - | - | - | - | - | - | - | - | - | -- | -- | -- |  | - |
| Verenigde Staten | ? | ? | ? | ? | ? | ? | ? | ? | ? | ?  | ?  | ?  |  | 8 |
| Schotland        | ? | ? | ? | ? | ? | ? | ? | ? | ? | ?  | ?  | ?  |  | 7 |

| Land      | 1 | 2 | 3 | 4 | 5 | 6 | 7 | 8 | 9 | 10 | 11 | 12 |  | T  |
| --------- | - | - | - | - | - | - | - | - | - | -- | -- | -- |  | -- |
| Zweden    | ? | ? | ? | ? | ? | ? | ? | ? | ? | ?  | ?  | ?  |  | 16 |
| Frankrijk | ? | ? | ? | ? | ? | ? | ? | ? | ? | ?  | ?  | ?  |  | 5  |

| Land           | 1 | 2 | 3 | 4 | 5 | 6 | 7 | 8 | 9 | 10 | 11 | 12 |  | T |
| -------------- | - | - | - | - | - | - | - | - | - | -- | -- | -- |  | - |
| West-Duitsland | ? | ? | ? | ? | ? | ? | ? | ? | ? | ?  | ?  | ?  |  | 9 |
| Noorwegen      | ? | ? | ? | ? | ? | ? | ? | ? | ? | ?  | ?  | ?  |  | 8 |

| Land      | 1 | 2 | 3 | 4 | 5 | 6 | 7 | 8 | 9 | 10 | 11 | 12 |  | T  |
| --------- | - | - | - | - | - | - | - | - | - | -- | -- | -- |  | -- |
| Canada    | 0 | 1 | 2 | 0 | 2 | 2 | 0 | 2 | 3 | 0  | 5  | 0  |  | 17 |
| Noorwegen | 2 | 0 | 0 | 1 | 0 | 0 | 1 | 0 | 0 | 2  | 0  | 2  |  | 8  |

| Land             | 1 | 2 | 3 | 4 | 5 | 6 | 7 | 8 | 9 | 10 | 11 | 12 |  | T  |
| ---------------- | - | - | - | - | - | - | - | - | - | -- | -- | -- |  | -- |
| Verenigde Staten | ? | ? | ? | ? | ? | ? | ? | ? | ? | ?  | ?  | ?  |  | 11 |
| West-Duitsland   | ? | ? | ? | ? | ? | ? | ? | ? | ? | ?  | ?  | ?  |  | 4  |

| Land      | 1 | 2 | 3 | 4 | 5 | 6 | 7 | 8 | 9 | 10 | 11 | 12 |  | T  |
| --------- | - | - | - | - | - | - | - | - | - | -- | -- | -- |  | -- |
| Schotland | ? | ? | ? | ? | ? | ? | ? | ? | ? | ?  | ?  | ?  |  | 21 |
| Frankrijk | ? | ? | ? | ? | ? | ? | ? | ? | ? | ?  | ?  | ?  |  | 7  |

| Land        | 1 | 2 | 3 | 4 | 5 | 6 | 7 | 8 | 9 | 10 | 11 | 12 |  | T  |
| ----------- | - | - | - | - | - | - | - | - | - | -- | -- | -- |  | -- |
| Zweden      | ? | ? | ? | ? | ? | ? | ? | ? | ? | ?  | ?  | ?  |  | 21 |
| Zwitserland | ? | ? | ? | ? | ? | ? | ? | ? | ? | ?  | ?  | ?  |  | 1  |

| Land           | 1 | 2 | 3 | 4 | 5 | 6 | 7 | 8 | 9 | 10 | 11 | 12 |  | T  |
| -------------- | - | - | - | - | - | - | - | - | - | -- | -- | -- |  | -- |
| Canada         | ? | ? | ? | ? | ? | ? | ? | ? | ? | ?  | ?  | ?  |  | 17 |
| West-Duitsland | ? | ? | ? | ? | ? | ? | ? | ? | ? | ?  | ?  | ?  |  | 3  |

| Land        | 1 | 2 | 3 | 4 | 5 | 6 | 7 | 8 | 9 | 10 | 11 | 12 |  | T  |
| ----------- | - | - | - | - | - | - | - | - | - | -- | -- | -- |  | -- |
| Frankrijk   | ? | ? | ? | ? | ? | ? | ? | ? | ? | ?  | ?  | ?  |  | 11 |
| Zwitserland | ? | ? | ? | ? | ? | ? | ? | ? | ? | ?  | ?  | ?  |  | 7  |

| Land      | 1 | 2 | 3 | 4 | 5 | 6 | 7 | 8 | 9 | 10 | 11 | 12 |  | T  |
| --------- | - | - | - | - | - | - | - | - | - | -- | -- | -- |  | -- |
| Schotland | ? | ? | ? | ? | ? | ? | ? | ? | ? | ?  | ?  | ?  |  | 13 |
| Zweden    | ? | ? | ? | ? | ? | ? | ? | ? | ? | ?  | ?  | ?  |  | 7  |

| Land             | 1 | 2 | 3 | 4 | 5 | 6 | 7 | 8 | 9 | 10 | 11 | 12 |  | T  |
| ---------------- | - | - | - | - | - | - | - | - | - | -- | -- | -- |  | -- |
| Verenigde Staten | ? | ? | ? | ? | ? | ? | ? | ? | ? | ?  | ?  | ?  |  | 13 |
| Noorwegen        | ? | ? | ? | ? | ? | ? | ? | ? | ? | ?  | ?  | ?  |  | 7  |

| Land             | 1 | 2 | 3 | 4 | 5 | 6 | 7 | 8 | 9 | 10 | 11 | 12 |  | T  |
| ---------------- | - | - | - | - | - | - | - | - | - | -- | -- | -- |  | -- |
| Verenigde Staten | ? | ? | ? | ? | ? | ? | ? | ? | ? | ?  | ?  | ?  |  | 12 |
| Canada           | ? | ? | ? | ? | ? | ? | ? | ? | ? | ?  | ?  | ?  |  | 5  |

| Land           | 1 | 2 | 3 | 4 | 5 | 6 | 7 | 8 | 9 | 10 | 11 | 12 |  | T  |
| -------------- | - | - | - | - | - | - | - | - | - | -- | -- | -- |  | -- |
| Zweden         | ? | ? | ? | ? | ? | ? | ? | ? | ? | ?  | ?  | ?  |  | 12 |
| West-Duitsland | ? | ? | ? | ? | ? | ? | ? | ? | ? | ?  | ?  | ?  |  | 7  |

| Land        | 1 | 2 | 3 | 4 | 5 | 6 | 7 | 8 | 9 | 10 | 11 | 12 |  | T  |
| ----------- | - | - | - | - | - | - | - | - | - | -- | -- | -- |  | -- |
| Schotland   | ? | ? | ? | ? | ? | ? | ? | ? | ? | ?  | ?  | ?  |  | 19 |
| Zwitserland | ? | ? | ? | ? | ? | ? | ? | ? | ? | ?  | ?  | ?  |  | 6  |

| Land      | 1 | 2 | 3 | 4 | 5 | 6 | 7 | 8 | 9 | 10 | 11 | 12 |  | T  |
| --------- | - | - | - | - | - | - | - | - | - | -- | -- | -- |  | -- |
| Noorwegen | ? | ? | ? | ? | ? | ? | ? | ? | ? | ?  | ?  | ?  |  | 13 |
| Frankrijk | ? | ? | ? | ? | ? | ? | ? | ? | ? | ?  | ?  | ?  |  | 8  |

| Land             | 1 | 2 | 3 | 4 | 5 | 6 | 7 | 8 | 9 | 10 | 11 | 12 |  | T  |
| ---------------- | - | - | - | - | - | - | - | - | - | -- | -- | -- |  | -- |
| Verenigde Staten | ? | ? | ? | ? | ? | ? | ? | ? | ? | ?  | ?  | ?  |  | 12 |
| Zweden           | ? | ? | ? | ? | ? | ? | ? | ? | ? | ?  | ?  | ?  |  | 4  |

| Land      | 1 | 2 | 3 | 4 | 5 | 6 | 7 | 8 | 9 | 10 | 11 | 12 |  | T  |
| --------- | - | - | - | - | - | - | - | - | - | -- | -- | -- |  | -- |
| Canada    | ? | ? | ? | ? | ? | ? | ? | ? | ? | ?  | ?  | ?  |  | 17 |
| Frankrijk | ? | ? | ? | ? | ? | ? | ? | ? | ? | ?  | ?  | ?  |  | 4  |

| Land      | 1 | 2 | 3 | 4 | 5 | 6 | 7 | 8 | 9 | 10 | 11 | 12 |  | T  |
| --------- | - | - | - | - | - | - | - | - | - | -- | -- | -- |  | -- |
| Schotland | ? | ? | ? | ? | ? | ? | ? | ? | ? | ?  | ?  | ?  |  | 13 |
| Noorwegen | ? | ? | ? | ? | ? | ? | ? | ? | ? | ?  | ?  | ?  |  | 3  |

| Land           | 1 | 2 | 3 | 4 | 5 | 6 | 7 | 8 | 9 | 10 | 11 | 12 |  | T  |
| -------------- | - | - | - | - | - | - | - | - | - | -- | -- | -- |  | -- |
| Zwitserland    | ? | ? | ? | ? | ? | ? | ? | ? | ? | ?  | ?  | ?  |  | 15 |
| West-Duitsland | ? | ? | ? | ? | ? | ? | ? | ? | ? | ?  | ?  | ?  |  | 6  |

##### Zevende speelronde
Woensdag 22 maart 1967
| Land      | 1 | 2 | 3 | 4 | 5 | 6 | 7 | 8 | 9 | 10 | 11 | 12 |  | T |
| --------- | - | - | - | - | - | - | - | - | - | -- | -- | -- |  | - |
| Canada    | ? | ? | ? | ? | ? | ? | ? | ? | ? | ?  | ?  | ?  |  | 7 |
| Schotland | ? | ? | ? | ? | ? | ? | ? | ? | ? | ?  | ?  | ?  |  | 6 |

Woensdag 22 maart 1967
| Land             | 1 | 2 | 3 | 4 | 5 | 6 | 7 | 8 | 9 | 10 | 11 | 12 |  | T  |
| ---------------- | - | - | - | - | - | - | - | - | - | -- | -- | -- |  | -- |
| Verenigde Staten | ? | ? | ? | ? | ? | ? | ? | ? | ? | ?  | ?  | ?  |  | 14 |
| Zwitserland      | ? | ? | ? | ? | ? | ? | ? | ? | ? | ?  | ?  | ?  |  | 6  |

Woensdag 22 maart 1967
| Land      | 1 | 2 | 3 | 4 | 5 | 6 | 7 | 8 | 9 | 10 | 11 | 12 |  | T |
| --------- | - | - | - | - | - | - | - | - | - | -- | -- | -- |  | - |
| Zweden    | ? | ? | ? | ? | ? | ? | ? | ? | ? | ?  | ?  | ?  |  | 9 |
| Noorwegen | ? | ? | ? | ? | ? | ? | ? | ? | ? | ?  | ?  | ?  |  | 5 |

Woensdag 22 maart 1967
| Land           | 1 | 2 | 3 | 4 | 5 | 6 | 7 | 8 | 9 | 10 | 11 | 12 |  | T  |
| -------------- | - | - | - | - | - | - | - | - | - | -- | -- | -- |  | -- |
| Frankrijk      | ? | ? | ? | ? | ? | ? | ? | ? | ? | ?  | ?  | ?  |  | 11 |
| West-Duitsland | ? | ? | ? | ? | ? | ? | ? | ? | ? | ?  | ?  | ?  |  | 10 |

## Play-offs
|  | Halve finales | Halve finales    | Halve finales |   |        | Finale | Finale | Finale |
|  |               |                  |               |   |        |        |        |        |
|  | 1             | Verenigde Staten | 6             |   |        |        |        |        |
|  | 4             | Zweden           | 7             |   |        |        |        |        |
|  | 4             | Zweden           | 7             |   | 4      | Zweden | 5      |        |
|  |               |                  |               |   | 4      | Zweden | 5      |        |
|  |               | 3                | Schotland     | 8 |        |        |        |        |
|  | 2             | 3                | Schotland     | 8 | Canada | 5      |        |        |
|  | 2             |                  |               |   | Canada | 5      |        |        |
|  | 3             | Schotland        | 8             |   |        |        |        |        |

| Land             | 1 | 2 | 3 | 4 | 5 | 6 | 7 | 8 | 9 | 10 | 11 | 12 |  | T |
| ---------------- | - | - | - | - | - | - | - | - | - | -- | -- | -- |  | - |
| Verenigde Staten | ? | ? | ? | ? | ? | ? | ? | ? | ? | ?  | ?  | ?  |  | 6 |
| Zweden           | ? | ? | ? | ? | ? | ? | ? | ? | ? | ?  | ?  | ?  |  | 7 |

| Land      | 1 | 2 | 3 | 4 | 5 | 6 | 7 | 8 | 9 | 10 | 11 | 12 |  | T |
| --------- | - | - | - | - | - | - | - | - | - | -- | -- | -- |  | - |
| Canada    | ? | ? | ? | ? | ? | ? | ? | ? | ? | ?  | ?  | ?  |  | 5 |
| Schotland | ? | ? | ? | ? | ? | ? | ? | ? | ? | ?  | ?  | ?  |  | 8 |

##### Finale
Donderdag 23 maart 1967
| Land      | 1 | 2 | 3 | 4 | 5 | 6 | 7 | 8 | 9 | 10 | 11 | 12 |  | T |
| --------- | - | - | - | - | - | - | - | - | - | -- | -- | -- |  | - |
| Zweden    | ? | ? | ? | ? | ? | ? | ? | ? | ? | ?  | ?  | ?  |  | 5 |
| Schotland | ? | ? | ? | ? | ? | ? | ? | ? | ? | ?  | ?  | ?  |  | 8 |

## Eindstand
| Rang   | Land             |
| ------ | ---------------- |
| Goud   | Schotland        |
| Zilver | Zweden           |
| Brons  | Verenigde Staten |
| 4      | Canada           |
| 5      | Noorwegen        |
| 6      | Frankrijk        |
| 7      | West-Duitsland   |
| 8      | Zwitserland      |